# Aloe sharoniae
Aloe sharoniae ist eine Pflanzenart der Gattung der Aloen in der Unterfamilie der Affodillgewächse (Asphodeloideae). Das Artepitheton sharoniae ehrt die Südafrikanerin Sharon Louw.

## Beschreibung

### Vegetative Merkmale
Aloe sharoniae wächst meist einzeln oder bildet sehr selten kleine Klumpen. Die unterirdischen, kurzen, kräftigen Stämme erreichen eine Länge von etwa 6 Zentimeter und sind etwa 1,5 bis 2,5 Zentimeter dick. Die sechs bis acht (selten bis elf) schmal zugespitzten Laubblätter sind zweizeilig angeordnet. Die gekielte Blattspreite ist 30 bis 44 Zentimeter (selten bis 82 Zentimeter) lang und 1,6 bis 2,6 Zentimeter (selten bis 3,9 Zentimeter) breit. Die Blattoberseite ist nahe der Basis mit zahlreichen, warzigen Flecken besetzt. Die elfenbeinfarbenen bis grünlich weißen, haarartigen Zähne am Blattrand sind 3 bis 5 Millimeter lang und sind nur im unteren Drittel der Laubblätter vorhanden.

### Blütenstände und Blüten
Der einfache Blütenstand erreicht eine Länge von 33 bis 59 Zentimeter. Die lockeren, kopfig bis leicht verlängerten Trauben sind 3 bis 9,5 Zentimeter lang und 7,5 bis 9,5 Zentimeter breit. Sie bestehen aus 8 bis 20 Blüten. Die den Blütenstiel umfassenden, spitzen Brakteen weisen eine Länge von 23 bis 30 Millimeter auf. Die leuchtend orangeroten, gelblich braun bis purpurbraun gespitzten Blüten stehen 33 bis 43 Millimeter langen Blütenstielen. Die Blüten sind 25 bis 35 Millimeter lang. Auf Höhe des Fruchtknotens weisen sie einen Durchmesser von 6 bis 8 Millimeter auf. Ihre äußeren Perigonblätter sind fast bis zur Basis nicht miteinander verwachsen. Die Staubblätter und der Griffel ragen nicht aus der Blüte heraus. Die Blütezeit reicht von Februar bis März.

## Systematik und Verbreitung
Aloe sharoniae ist in Südafrika und Eswatini in Höhenlagen von 45 bis 1700 Metern in Grasland verbreitet. Sie wächst unter anderem vergesellschaftet mit Merwilla plumbea, Agapanthus campanulatus, Dicoma zeyheri, Eriosema cordatum und Berkheya speciosa.
Die Erstbeschreibung als Aloe cooperi subsp. pulchra Hugh Francis Glen und David Spencer Hardy wurde 1987 veröffentlicht. Neil R. Crouch und Gideon Francois Smith erhoben die Unterart 2011 in den Rang. Dabei mussten sie einen neuen Namen wählen, da der Name Aloe pulchra nach den Regeln des Internationalen Codes der Botanischen Nomenklatur nicht verfügbar war.

## Nachweise